# 芥川麻実子
芥川 麻実子（あくたがわ まみこ、1948年7月12日 - ）は、日本の交通評論家、タレント、メディアコーディネーター、エッセイスト。財団法人首都高速道路協会元理事。

## 人物・略歴
作曲家・芥川也寸志（芥川龍之介の三男）とその最初の妻・紗織（旧姓：山田）の長女として東京都に生まれる。1957年、両親が離婚する。子供の頃は音楽の成績が良かったため、そのことを作曲家である父親に対する教師からの特別な配慮として受け取った也寸志は、「そういうことはしないでください」と学校に抗議に行ったが、その後も音楽の成績は下がらなかったという（『芥川龍之介 あれこれ思う孫娘より』p.126）。
1971年、日本女子大学文学部卒業と同時に渡辺企画（現・渡辺プロダクション）に所属する。TBS『モーニングジャンボ』のアシスタントを振り出しとして、文化放送『オハヨー! 日本列島』、NET『アフタヌーンショー』などの司会やアシスタント、ディスクジョッキーを担当。関西テレビ『ハイ!土曜日です』、ラジオ関東『真夜中のアーチストルーム』などに出演した。1977年頃、週刊誌の企画で萩原朔美（萩原朔太郎の孫）ならびに夏目房之介（夏目漱石の孫）と鼎談している（『芥川龍之介 あれこれ思う孫娘より』p.161-163）。
のち交通評論家に転じ、首都高速道路の広報活動などを手がけていたが、2007年、東京都で初めての道の駅である道の駅八王子滝山（八王子市滝山町）の初代駅長に就任した。駅内の店舗看板や職員の制服のデザインなどに関してアドバイスを行っている。

## 著書
- 『芥川龍之介 あれこれ思う孫娘より』（サンケイ出版、1977年）